# Erich Raschick
Erich Raschick (15 avril 1882 à Bad Freienwalde - 15 mai 1946 à Lager Mühlberg), est un  General der Infanterie  ayant servi dans la Heer dans la Wehrmacht pendant la Seconde Guerre mondiale.

## Biographie
Erich Raschick s'engage dans l'armée début mars 1902 en tant que porte-drapeau, est promu lieutenant le 18 août 1903 au sein du 165e régiment d'infanterie et sert comme officier pendant la Première Guerre mondiale.
Erich Raschick meurt le 15 mai 1946 dans un camp de prisonniers de guerre soviétique  à Lager Mühlberg (de) en Allemagne.

## Promotions
| Fahnenjunker           | 3 mars 1902        |
| Leutnant               | 18 août 1903       |
| Oberleutnant           |                    |
| Hauptmann              |                    |
| Major                  |                    |
| Oberstleutnant         | 1er février 1929   |
| Oberst                 | 1er octobre 1931   |
| Generalmajor           | 1er septembre 1934 |
| Generalleutnant        | 1er août 1936      |
| General der Infanterie | 1er avril 1939     |

## Récompenses
- Croix de fer (1914)
  - 2e Classe
  - 1re Classe
- Croix de chevalier de l'Ordre royal de Hohenzollern avec glaives
- Croix hanséatique de Hambourg
- Croix d'honneur pour combattants 1914-1918
- Croix du mérite de guerre
  - 2e Classe avec glaives
  - 1re Classe avec glaives
- Médaille de service de la Wehrmacht
- Croix allemande en Argent (1er août 1943) en tant que General der Infanterie et commandant du Stellv.Gen.Kdo. X.Armee-Korps